# Ostellato
Ostellato és un municipi de 6.609 habitants de la província de Ferrara. Les seves frazioni són Alberlungo, Campolungo, Dogato, Libolla, Medelana, Rovereto, San Giovanni i San Vito.
Les comuni limítrofes són Comacchio, Ferrara, Lagosanto, Masi Torello, Massa Fiscaglia, Migliarino, Migliaro, Portomaggiore i Tresigallo.
Els seus habitants s'anomenen ostellatesi o ostolensi.
El patró és San Pietro, festiu el 7 d'abril. El nom de l'alcalde (Sindaco) és Paolo Calvano, des del 14 de juny de 2004, del partit centrosinistra.